# Высоцкое (Калужская область)
Высо́цкое — деревня в Ферзиковском районе Калужской области России. Входит в состав сельского поселения «Село Ферзиково».

## География
Стоит на реке Олака, запруженной в черте деревни, восточнее административного центра района — села Ферзиково.

## История
В XVIII веке деревня входила в состав Ферзиковской волости Калужского уезда.
По данным на 1896 год, в деревне Высоцкое проживало 29 мужчин и 30 женщина (всего 59 человек). Расстояние от города до деревни составляло 38 вёрст (около 40,5 км).
В Списке населённых пунктов Калужской губернии 1914 года деревня числится с проживающими 52 мужчиной и 62 женщинами (всего 263 человека). Расстояние от деревни до губернского города составляло 41 версту (около 43,7 км)..

## Население
| 2002 | 2010 | 2011 |
| ---- | ---- | ---- |
| 7    | ↘4   | ↗15  |

## Инфраструктура
Личное подсобное хозяйство.

## Транспорт
Деревня доступна автотранспортом. Остановка общественного транспорта «Высоцкое».